# Montage: The Nightlife Tour
Montage è un DVD del 2001, pubblicato dalla EMI il 20 novembre, il cui contenuto è il concerto dei Pet Shop Boys tenuto a Dortmund, in Germania, durante il loro Nightlife Tour (il tour per la promozione del loro album del 1999 Nightlife).
Durante il tour, i Pet Shop Boys indossarono i costumi tipici della loro "Nightlife-era", costumi composti da pantaloni larghi a strisce bianche e nere, giacche nere (quella di Tennant è una specie di cappotto), occhiali neri con ciglia dipinte e capelli biondi in stile punk. Secondo quanto dichiarato da Tennant stesso, i costumi lo aiutarono ad accostarsi maggiormente alle canzoni eseguite, impersonificando in lui la natura stessa dell'album Nightlife.
La scenografia e il palcoscenico furono progettati dalla famosa designer Zaha Hadid..

## Tracce
1. West End Girls
2. Discoteca
3. Being Boring
4. Closer to Heaven
5. Can You Forgive Her?
6. Only the wind
7. What Have I Done to Deserve This?
8. New York City Boy
9. Left to My Own Devices
10. Young offender
11. Vampires
12. You Only Tell Me You Love Me When You're Drunk
13. Was It Worth It?
14. Se a vida é (That's the Way Life Is)
15. I Don't Know What You Want but I Can't Give It Any More
16. Always On My Mind
17. Shameless
18. Opportunities (Let's Make Lots of Money)
19. It's a Sin
20. It's Alright
21. Footsteps
22. Go West[4]

## Il Nightlife Tour

### Gruppo 1: America settentrionale
| Data             | Città         | Nazione     | Luogo                            |
| ---------------- | ------------- | ----------- | -------------------------------- |
| 20 ottobre 1999  | Miami         | Stati Uniti | Jackie Gleason Theater           |
| 21 ottobre 1999  | Tampa         | Stati Uniti | Tampa Bay Performing Arts Center |
| 22 ottobre 1999  | Orlando       | Stati Uniti | Hard Rock Live                   |
| 23 ottobre 1999  | Atlanta       | Stati Uniti | The Tabernacle                   |
| 25 ottobre 1999  | Houston       | Stati Uniti | Aerial Theater                   |
| 27 ottobre 1999  | Dallas        | Stati Uniti | Bronco Bowl                      |
| 29 ottobre 1999  | San Diego     | Stati Uniti | Spreckels Theater                |
| 30 ottobre 1999  | Los Angeles   | Stati Uniti | Irvine Meadows                   |
| 31 ottobre 1999  | Las Vegas     | Stati Uniti | The Joint                        |
| 1º novembre 1999 | Los Angeles   | Stati Uniti | Universal Amphitheatre           |
| 3 novembre 1999  | San Francisco | Stati Uniti | Warfield Theater                 |
| 5 novembre 1999  | Denver        | Stati Uniti | Fillmore Auditorium Theater      |
| 7 novembre 1999  | Chicago       | Stati Uniti | Rivera Theater                   |
| 8 novembre 1999  | Detroit       | Stati Uniti | State Theater                    |
| 9 novembre 1999  | Toronto       | Canada      | The Warehouse                    |
| 11 novembre 1999 | New York      | Stati Uniti | Hammerstein Ballroom             |
| 12 novembre 1999 | New York      | Stati Uniti | Hammerstein Ballroom             |
| 14 novembre 1999 | Montréal      | Canada      | Metropolis                       |

### Gruppo 2: Europa
| Data             | Città                | Nazione         | Luogo                            |
| ---------------- | -------------------- | --------------- | -------------------------------- |
| 22 novembre 1999 | Francoforte sul Meno | Germania        | Alte Oper                        |
| 23 novembre 1999 | L'Aia                | Paesi Bassi     | Congressgebow                    |
| 24 novembre 1999 | Düsseldorf           | Germania        | Philipshalle                     |
| 26 novembre 1999 | Praga                | Repubblica Ceca | Sportovni Hala                   |
| 27 novembre 1999 | Amburgo              | Germania        | Congress Centre Hamburg          |
| 28 novembre 1999 | Berlino              | Germania        | Arena Treptow                    |
| 1º dicembre 1999 | Monaco di Baviera    | Germania        | Zenith                           |
| 4 dicembre 1999  | Glasgow              | Regno Unito     | Clyde Auditorium                 |
| 7 dicembre 1999  | Newcastle upon Tyne  | Regno Unito     | TeleWest Arena                   |
| 9 dicembre 1999  | Sheffield            | Regno Unito     | Sheffield Arena                  |
| 10 dicembre 1999 | Manchester           | Regno Unito     | Evening News Arena               |
| 12 dicembre 1999 | Dublino              | Irlanda         | Point Depot                      |
| 13 dicembre 1999 | Birmingham           | Regno Unito     | National Exhibition Centre Arena |
| 14 dicembre 1999 | Cardiff              | Regno Unito     | Cardiff Arena                    |
| 16 dicembre 1999 | Bournemouth          | Regno Unito     | Bournemouth International Centre |
| 17 dicembre 1999 | Brighton             | Regno Unito     | Brighton Centre                  |
| 19 dicembre 1999 | Plymouth             | Regno Unito     | Plymouth Pavilions               |
| 20 dicembre 1999 | Londra               | Regno Unito     | Wembley Arena                    |
| 16 gennaio 2000  | San Sebastián        | Spagna          | Kursaal Auditorium               |
| 18 gennaio 2000  | Granada              | Spagna          | Palacio de Deportes              |
| 19 gennaio 2000  | Madrid               | Spagna          | Palacio de Deportes              |
| 20 gennaio 2000  | Valencia             | Spagna          | Velodrome Luis Buig              |
| 21 gennaio 2000  | Barcellona           | Spagna          | Palau dels Esports               |
| 23 gennaio 2000  | Basilea              | Svizzera        | St. Jakobshalle                  |
| 25 gennaio 2000  | Vienna               | Austria         | Libro Music Hall                 |
| 26 gennaio 2000  | Erfurt               | Germania        | Messehalle                       |
| 27 gennaio 2000  | Magdeburgo           | Germania        | Borderlandhalle                  |
| 29 gennaio 2000  | Stoccolma            | Svezia          | Globe Arena                      |
| 31 gennaio 2000  | Oslo                 | Norvegia        | Spektrum                         |
| 1º febbraio 2000 | Copenaghen           | Danimarca       | Valbyhallen                      |
| 3 febbraio 2000  | Amburgo              | Germania        | Alsterdorfer Sporthalle          |
| 4 febbraio 2000  | Brema                | Germania        | Pier 2                           |
| 6 febbraio 2000  | Bruxelles            | Belgio          | Vorst Nationaal                  |
| 7 febbraio 2000  | Parigi               | Francia         | Le Zénith de Paris               |
| 9 febbraio 2000  | Stoccarda            | Germania        | Beethovenhaal                    |
| 10 febbraio 2000 | Dortmund             | Germania        | Westfallen Halle                 |
| 11 febbraio 2000 | Berlino              | Germania        | Arena                            |
| 12 febbraio 2000 | Mannheim             | Germania        | Mozarthalle                      |